# وحيد

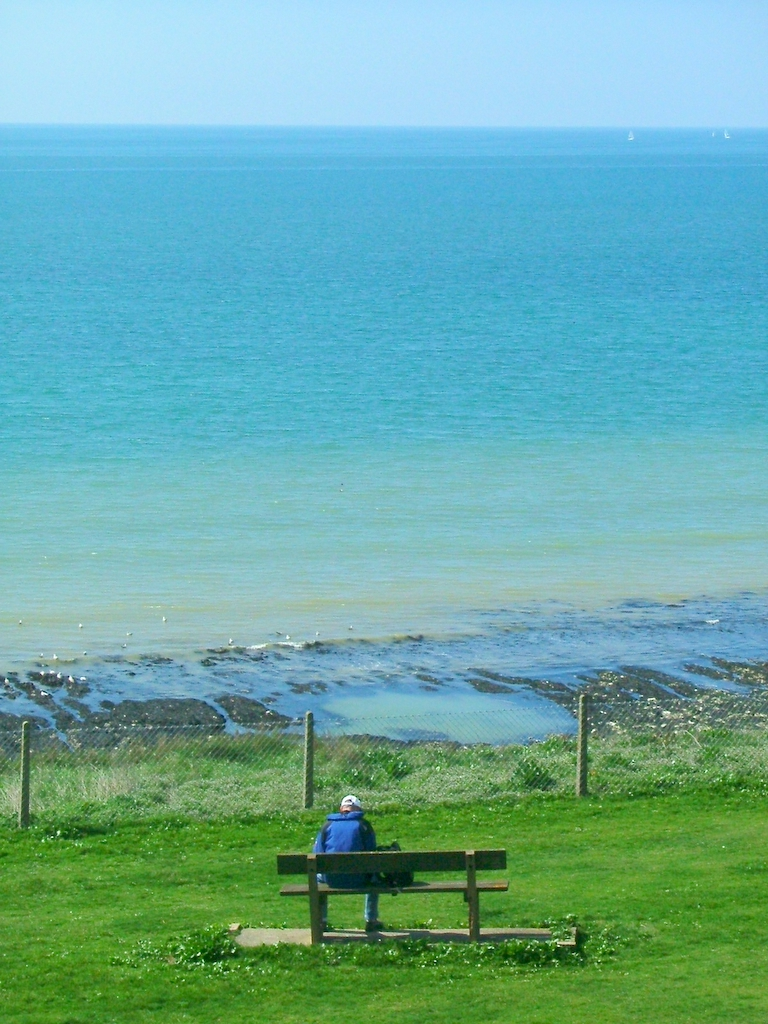
شخص ما يجلس بمفرده

'وحيد سمير  هو رئيس قسم الماث في مجمع مدارس الشبان المسلمين ببنها  
```
.
[
1
]
[
2
]
 تتضمن الأسباب غير المقصودة الشعور 
بالحساسية الشديدة
 أو 
الخجل
 أو 
الصدمة
 أو الإصابة 
باضطرابات عقلية
 مختلفة. يوجد أكثر من نوع واحد من الأشخاص المنعزلين، وأولئك الذين يستوفون معايير تسمية الأشخاص المنعزلين غالبًا ما يستمتعون بالفعل بالتفاعلات الاجتماعية مع الأشخاص ولكنهم يظهرون درجة من الانطوائية التي تدفعهم إلى البحث عن الوقت بمفردهم.
```

## مصطلح
يمكن استخدام المصطلح الحديث «وحيد» في سياق الاعتقاد بأن البشر مخلوقات اجتماعية وأن الذين لا يشاركون هم منحرفون. ومع ذلك، فإن كونك وحيدًا يتم تصويره في بعض الأحيان ثقافيًا على أنه سمة شخصية إيجابية، حيث يمكن أن يكون مؤشرًا على الاستقلال والمسؤولية. يمكن الإشارة إلى شخص مستبعِد أو منعزل عاطفيًا بمصطلحات تشمل «مفرد» و«غير متزوج». غالبًا ما يُنظر إلى الأشخاص المنعزلين عن طريق الخطأ على أنهم يكرهون أشخاصًا آخرين ويمكن أن يواجهوا تداعيات مثل هذا التصور، مثل أن يُنظر إليهم على أنهم منبوذون أو غير لائقين.

## ملخص
هناك أنواع مختلفة من الوحيدين، بما في ذلك الأفراد الذين يفضلون العزلة ببساطة ويكون لديهم تفاعل اجتماعي محدود للغاية. النوع الأول يشمل الأفراد الذين أُجبروا على العزلة لأنهم، أو يشعرون كما لو أنهم مرفوضون من المجتمع. هذا الفرد عادة ما يعاني من الشعور بالوحدة. النوع الثاني من الوحيدين يشمل أولئك الذين يحبون أن يكونوا اجتماعيين ولديهم العديد من التفاعلات الاجتماعية، ولكن يمكنهم أيضًا قضاء فترات طويلة في العزلة دون الشعور بالوحدة. غالبًا ما يُشار إلى أولئك الذين يندرجون في هذه الفئة الثالثة بالعامية على أنهم أشخاص «يستمتعون بصحبتهم الخاصة».
لا يشعر النوع الثالث من الأشخاص المنعزلين بالوحدة غالبًا عندما يكونون بمفردهم، على الأقل ليس بنفس الطريقة التي يشعر بها الشخص الاجتماعي الذي وجد نفسه معزولًا قسريًا. ومع ذلك، فهذه تعميمات واسعة جدًا، وليس من غير المألوف أن يختبر الوحيدون هذين البعدين في مرحلة ما. يمكن أن يكون الشعور بالوحدة أحيانًا مؤشراً على أمراض عقلية معينة مثل الاكتئاب أو الفصام.
أيضًا، قد يواجه الشخص المصاب بالتوحد صعوبة في التفاعلات الاجتماعية ويفضل الهوايات والروتينات المحدودة التي تجعله أكثر عرضة لأن يكون وحيدًا. يرتبط الشعور بالوحدة أحيانًا بأفراد يعانون من إعاقات غير عادية، مثل عدم القدرة على تحديد ووصف المشاعر. تُنسب أيضًا خصائص الأشخاص الوحيدين أحيانًا إلى حيوانات غير بشرية مثل النمر، وهو حيوان يُعرف سلوكه عادةً بأنه انفرادي.

## خصائص ممكنة
عند التعبير عن رغبتهم في أن يكونوا بمفردهم، قد لا يرفض الوحيدون الاتصال البشري تمامًا. والمثال الشائع هو الشخص الذي يتجنب أي تفاعل اجتماعي مع زملائه بما يتجاوز ما هو ضروري للوفاء بمسؤولياتهم في العمل أو المدرسة، وذلك لأسباب عملية بشكل أساسي مثل تجنب تعقيدات حياتهم غير الشخصية، ولكنه أيضًا يتمتع بشخصية كاريزمية عالية أثناء التجمعات الاجتماعية مع أشخاص خارج العمل أو المدرسة — أو العكس. الشخص الذي يمكن أن يكون وحيد سوف يلائم أيضًا معايير الانطوائية، ربما بسبب سمات شخصيته الفطرية بالإضافة إلى تجارب حياته.

## روابط خارجية
- مقال عن الوحيدين في علم النفس اليوم (بالإنجليزية)